# Каули (окръг, Канзас)
Окръг Каули (на английски: Cowley County) е окръг в щата Канзас, Съединени американски щати. Площта му е 2934 km², а населението - 34 931 души (2006). Административен център е град Уинфийлд.